# 松之山の大ケヤキ
松之山の大ケヤキ（まつのやまのおおケヤキ）は、新潟県十日町市松之山湯山の松苧神社境内に生育していたケヤキの巨木である。推定樹齢は1900年以上とも2000年ともいわれ、1953年（昭和28年）に国の天然記念物に指定された。しかし、根が腐ってしまって倒壊する恐れがあったため、1996年（平成8年）6月に伐採されている。

## 由来
松之山温泉の開創は、南北朝時代の貞治年間（1362年-1367年）とされるが、一帯にはさらに古くから人が定住し、縄文中期の土器や石斧などが多く発見されている。松苧神社は、松之山温泉から徒歩で20分ほどの山の中腹にある。神社に通じる石段を上っていくと、社殿の前にこの大ケヤキが広く位置を占めていた。日本のケヤキの代表的な存在であり、山形県東根市の「東根の大ケヤキ」（国の特別天然記念物）などと並ぶ巨木として知られ、1953年（昭和28年）11月14日に国の天然記念物に指定された。推定の樹齢は1900年以上とも2000年ともいわれ、平安時代の武人坂上田村麻呂が東征の際に馬を繋いだという伝説から「馬置きの木」、「駒つなぎの欅」（けやき）とも呼ばれていた。
幹は長い年数を経て苔むし、その苔が樹皮に薄緑色の縞模様を描くような状態にまで至り、内部はかなりの部分が空洞となっていた。その幹を支える根も地上に甚だしく露出していて、朽ちているものさえあった。目通り周囲は13.3メートル、樹高は30メートルあり、枝は東西に35メートル、南北に18メートル張り出して、ところどころでワイヤーに支えられながらも樹勢は旺盛で多くの葉を茂らせていた>。
1983年（昭和58年）の豪雪で、雪の重みがかかったためにこの大ケヤキの支幹が折損し、1本の巨木ではなく2本の木が合体して生育したものと判明した。折損後も幹の周囲は11メートルを超えるほどで、その後も強風や豪雪による損傷についてその都度保護措置を講じられていた
。
しかし、この大ケヤキの寿命も尽きる時が来た。1994年（平成6年）5月15日、根が腐ったために樹勢の盛んだった若い幹が倒れ、衰えの著しい老木部分のみが残存したものの傾いてしまい、近くのスギの木に寄りかかった状態となった。松之山町教育委員会では、大ケヤキについての今後の対策を新潟県と国に協議していたが、所有者の湯山集落では倒木の危険性を重視して、伐採許可が下りる前に売却した。そして新潟県外の業者が、1996年（平成8年）6月16日と6月17日の両日にわたって伐採作業を実施した。翌年の1997年（平成9年）3月13日付で天然記念物の指定も解除された。
伐採後の跡地には、在りし日のこの名木を偲んで記念碑が建立された。記念碑の土台は、幹の大きさを、そして記念碑の周囲に伏せてある石は、根張りの広さを表している。松之山公民館は、この大ケヤキから作られた「総玉杢の衝立」を所蔵している。なお、伐採前に収集された小枝から接ぎ木増殖されたクローン苗木が6本、森林総合研究所林木育種センター東北育種場内に保存されている。また、同時につぎ木増殖したクローン苗木が、1996年5月に松之山町へ里帰りを果たしている。

## 交通アクセス
所在地
- 新潟県十日町市松之山湯山 松苧神社境内

交通
- 北越急行ほくほく線まつだい駅から車で約15分。または東日本旅客鉄道（JR東日本）飯山線津南駅、越後田沢駅から車で約35分。